# Granja Vendrell
La Granja Vendrell és un establiment comercial situat al carrer de Girona, 59 de la Dreta de l'Eixample de Barcelona, catalogat com a establiment d'interès (categoria E2).

## Descripció

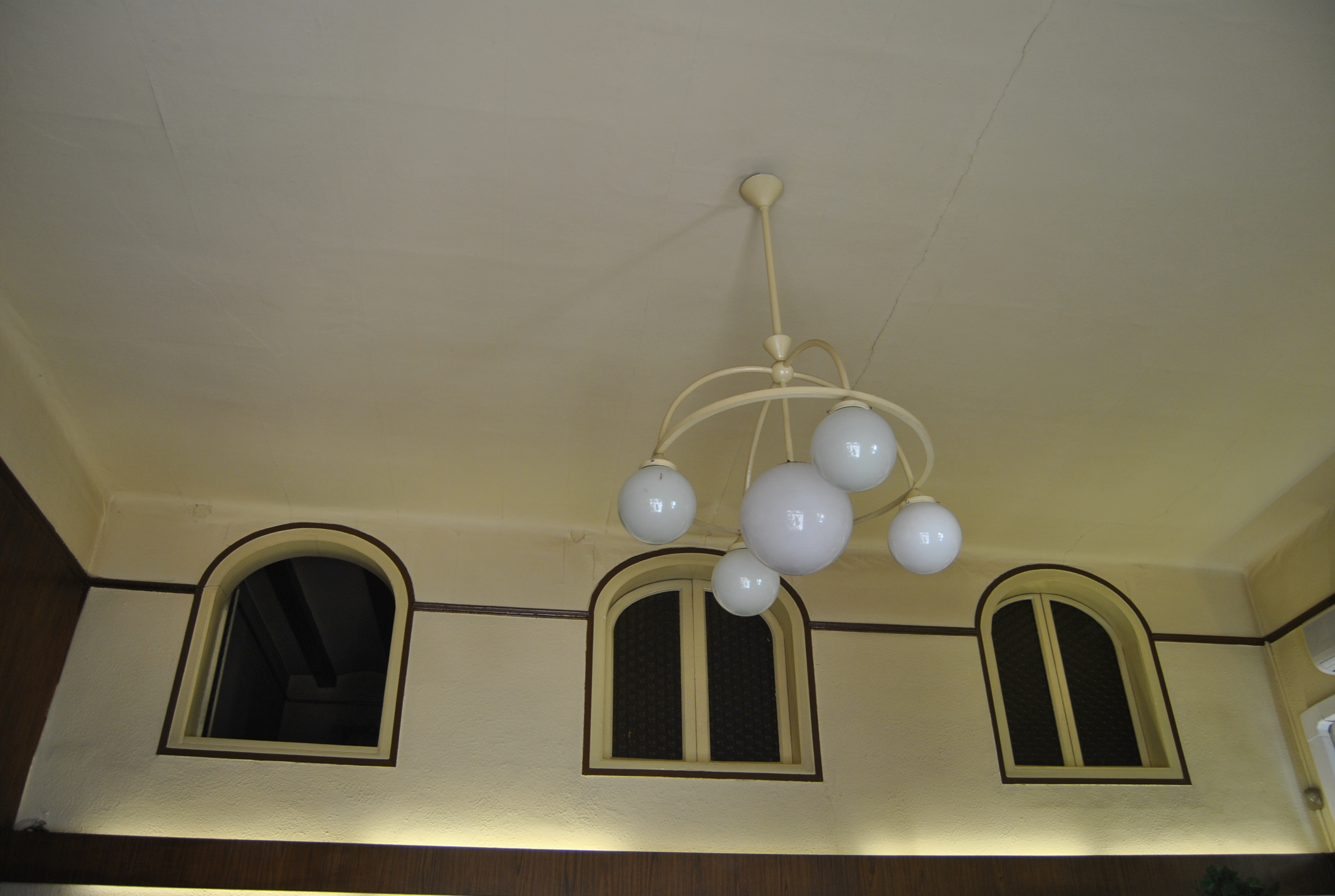
Sostre

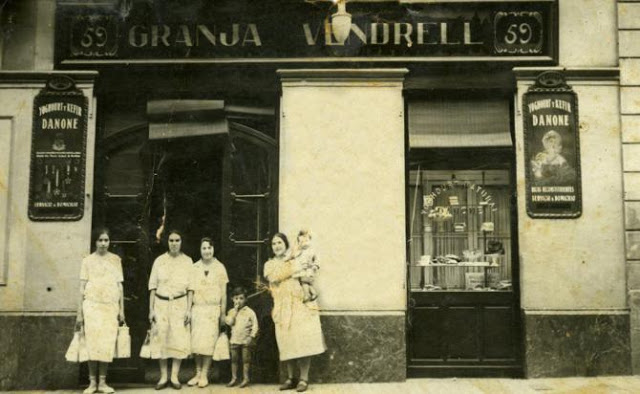
Façana original

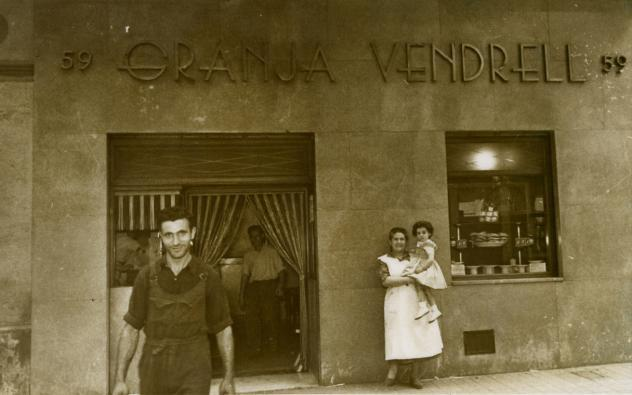
Segona façana

Situat al costat dret de l'edifici, disposa d'una porta d'accés de vidre i una finestra en un parament d'aplacat de marbre, pintat l'any 2000, que no conserva cap element del moment de la seva fundació, a excepció d'unes lletres Art déco, afegit d'uns anys posteriors.
L'any 1941 es reformà la seva façana amb un disseny de l'arquitecte Pere-Jordi Bassegoda i Musté, i el 1970 es renovà el paviment de la botiga, el mostrador i la vidriera exterior, que passà de ser de fusta a alumini.
L'interior sí conserva elements originals, tals com les finestres de l'entresolat (obertures de la zona on la família propietària i treballadors habitaven), el mirall amb perímetre bisellat de les parets laterals (es tracta d'un regal de l'empresa Danone) i un llum penjat amb globus de vidre blanc. Cal mencionar també l'arrambador continu a totes les parets, de marbre blanc vetejat amb sòcol i remat negres. A la paret del taulell, l'arrambador es desenvolupa amb fusta fins gairebé el sostre. Tots aquests elements, donada la seva antiguitat i tractar-se d'un exemple prototipus del model tradicional de granja, també es troben protegits.

## Història

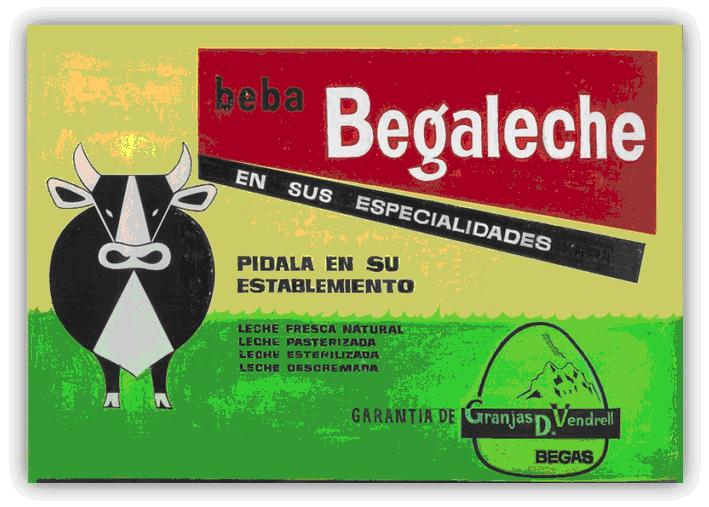
Marca de llet Begaleche

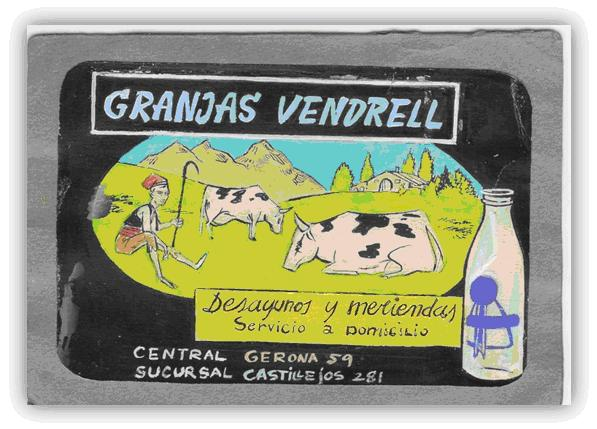
Cartell

Va ser fundat el 1921 per Demetri Vendrell, ajudant de la Granja Viader del carrer d'en Xuclà de Barcelona, juntament amb la seva esposa Maria Àngels Lapuyade, natural d'Alcolea de Cinca. La inauguració tingué lloc l'endemà de contraure matrimoni; de fet, la nit de noces la passaren a la Granja Vendrell, donat que durant molt de temps també fou la residència de la família (4 fills i 8 nets) i els seus treballadors (dependentes i repartidors).
Inicialment, comercialitzava productes de la Granja Viader; es tractava d'un negoci humil però amb una clientela ja més o menys establerta, procedent de l'anterior lleteria localitzada en el mateix establiment. No obstant això, progressivament el negoci anà creixent fins al punt d'aconseguir elaborar els seus propis productes sota la marca Begaleche, a una masia de Begues (Baix Llobregat) construida per la família. Aquesta marca de llet no només seria distribuïda a la Granja Vendrell, sinó que també es vendria en altres lleteries i granges.
Durant la Guerra Civil espanyola (1936-1939), mitjançant els constants viatges que Demetri Vendrell feia de Begues a Barcelona i viceversa, molts aliments, transportats a la part baixa de les lleteres, van poder ser repartits entre els veïns del barri en temps de mancances. Els que en sortiren més beneficiats foren els veïns del mateix edifici en el qual es trobava la Granja, ja que, mitjançant una corriola i un cistell, a través del pati interior, podien rebre els aliments necessaris.
Al taulell de la Granja Vendrell hi havia sempre dues o tres dependentes, més els fundadors i els seus fills i esposes. Tots ells vivien i dormien al propi establiment. Cada repartidor, un cop es llevava, baixava a través del pati interior (per a evitar passar per les estances de la família) al magatzem, on es trobaven preparades les lleteres, amb el nom corresponent. El repartiment de la llet es feia inicialment amb una mula i, més tard, un camió. Cada dia se servien entre 300 o 400 litres de llet. Amb el temps, però, l'activitat va declinar i les dependentes van ser substituïdes pels membres de la família.
Amb el temps, fundaren altres sucursals, com la del carrer de Castillejos, i també una indústria de gel i mantega a la masia de Begues. Va ser en aquest període que es duria a terme la renovació de la façana abans esmentada, habilitada per a ésser adaptada als canvis d'estació, incloent un sistema de conversió de façana d'hivern a estiu i viceversa.
El setembre del 2019, l'establiment va tancar per la jubilació del seu propietari Demetri Vendrell (net del fundador), però uns mesos després va tornar a obrir. Finalment, el juliol del 2023, la família propietària va anunciar-ne el tancament definitiu.